# Wilhelm-Lehmbruck-Preis
Der Wilhelm-Lehmbruck-Preis ist ein von der Stadt Duisburg gestifteter Kunstpreis für Künstler und zur Förderung der kulturellen Beziehungen Deutschlands zum Ausland.

## Geschichte
Der Preis wird seit 1966 zur Erinnerung an den am 4. Januar 1881 in Duisburg geborenen Bildhauer Wilhelm Lehmbruck an international bedeutende Künstler alle fünf Jahre verliehen.
Der Preis ist derzeit mit 10.000 Euro dotiert und mit einer Einzelausstellung im Lehmbruck-Museum verbunden. Ab 2020 wird das gesamte Preisgeld in Höhe von 10.000 Euro vom Landschaftsverband Rheinland getragen werden. Der Preis wird dann umbenannt in Wilhelm-Lehmbruck-Preis der Stadt Duisburg, gefördert vom LVR.

## Preisträger
- 1966: Eduardo Chillida
- 1971: Norbert Kricke
- 1976: Jean Tinguely
- 1981: Claes Oldenburg
- 1986: Joseph Beuys
- 1991: Richard Serra
- 1996: Richard Long
- 2001: Nam June Paik
- 2006: Reiner Ruthenbeck
- 2017: Rebecca Horn
- 2020: Janet Cardiff und George Bures Miller[2]
- 2024: Anish Kapoor